# Ascidia capillata
Ascidia capillata är en sjöpungsart som beskrevs av Sluiter 1887. Ascidia capillata ingår i släktet Ascidia och familjen Ascidiidae. Inga underarter finns listade i Catalogue of Life.